# Melvyn Richardson
Melvyn Richardson (Marseille, 31 de janeiro de 1997) é um handebolista profissional francês, campeão olímpico.

## Carreira
Richardson conquistou a medalha de ouro com a Seleção Francesa de Handebol Masculino nos Jogos Olímpicos de Verão de 2020 em Tóquio, após derrotar a equipe dinamarquesa na final da competição por 25–23.